# Парламент на Великобритания
 Тази статия е за парламента на Кралство Великобритания (до 1801 г.).  За парламента на съвременното кралство (от 1921 г.) вижте Парламент на Великобритания и Северна Ирландия.  
Парламентът на Великобритания е законодателният орган на бившето Кралство Великобритания.
Сформиран е през 1707 година, след обединяването на Парламента на Англия с Парламента на Шотландия.
Наредбата създава обединено Кралство Великобритания и разпуска отделните английски и шотландски парламенти в полза на единен парламент. Оттам се изработват и приемат законите на страната, които се прилагат върху цялата територия и важат за всички граждани.
Разформирован е при създаването на Парламента на Великобритания и Ирландия при обединението на тези страни през 1801 г., който от своя страна е предшествениек на днешния Парламент на Великобритания и Северна Ирландия, образуван след отделянето на Ейре (Република Ирландия) през 1921 г.